# House of Cards 2: Scacco al re
House of Cards 2: Scacco al re (To Play the King) è un romanzo di Michael Dobbs, pubblicato nel 1992.
È il secondo libro di una trilogia, in cui segue House of Cards e precede House of Cards 3: Atto finale.

## Trama
Dopo essere diventato primo ministro, Francis Urquhart inizia una sfida col re Carlo III senza esclusione di colpi, tramite sondaggi truccati, articoli di giornali manipolati e scandali sessuali.

## Opere derivate
Dal romanzo è stata tratta una miniserie televisiva britannica in quattro puntate, To Play the King, trasmessa dalla BBC nel 1993.
Nel 2013 Netflix ha prodotto negli Stati Uniti d'America una serie televisiva intitolata House of Cards - Gli intrighi del potere, che racconta le vicende dei tre romanzi, adattate alla politica statunitense.

## Edizioni
- (EN) Michael Dobbs, To Play the King, Londra, Fontana, 1993, ISBN 0-00-647164-1.
- Michael Dobbs, House of Cards 2: Scacco al re, traduzione di Stefano Tummolini, Roma, Fazi, 2014, ISBN 978-88-7625-614-1.